# Đặng Thuần Phong
Đặng Thuần Phong (sinh ngày 8 tháng 7 năm 1964) là một chính trị gia người Việt Nam. Ông là đại biểu quốc hội Việt Nam khóa XV nhiệm kì 2021-2026, thuộc đoàn đại biểu quốc hội tỉnh Bến Tre.
Ông từng là đại biểu Quốc hội Việt Nam các khóa XI, XII, XIII, XIV, Phó Chủ nhiệm Ủy ban Về các vấn đề xã hội của Quốc hội , Chủ tịch Nhóm Nghị sĩ hữu nghị Việt Nam - Sri Lanka.

## Xuất thân
Đặng Thuần Phong sinh ngày 8 tháng 7 năm 1964 quê quán ở xã Tiên Thủy, huyện Châu Thành, tỉnh Bến Tre. 
Ông hiện cư trú ở Phòng 1004, Nhà công vụ Quốc hội, số 2, Hoàng Cầu, Đống Đa, Hà Nội.

## Giáo dục
- Giáo dục phổ thông: 12/12
- Cao đẳng Sư phạm Văn
- Cao cấp Thanh vận
- Cử nhân Luật
- Cao cấp lí luận chính trị

## Sự nghiệp
Ông gia nhập Đảng Cộng sản Việt Nam vào ngày 19/6/1987.
Ông từng là đại biểu Quốc hội Việt Nam khóa XI thuộc đoàn đại biểu Quốc hội tỉnh Bến Tre, Ủy viên Ủy ban Pháp luật của Quốc hội khóa XI (Đại biểu chuyên trách: Trung ương).
Ông từng là đại biểu Quốc hội Việt Nam khóa XII thuộc đoàn đại biểu Quốc hội tỉnh Bến Tre, Ủy viên thường trực Ủy ban Tư pháp của Quốc hội khóa XII, Chi uỷ viên Chi bộ Vụ Tư pháp.
Ông từng là đại biểu Quốc hội Việt Nam khóa XIII thuộc đoàn đại biểu Quốc hội tỉnh Bến Tre, Ủy viên Thường trực Ủy ban Về các vấn đề xã hội của Quốc hội khóa XIII.
Ông đã trúng cử đại biểu quốc hội năm 2016 ở đơn vị bầu cử số 1, tỉnh Bến Tre (gồm thành phố Bến Tre, Châu Thành, Bình Đại) với tỉ lệ 64,05% số phiếu hợp lệ. 
Ông hiện là Phó Chủ nhiệm Ủy ban Về các vấn đề xã hội của Quốc hội khóa XV.